# 사운드마인드
사운드마인드(Soundmind)는 서울 관악구 낙성대동에 위치한 소규모 공연장이다. 이름은 “건강한 몸에 건강한 마음이 깃든다(A Sound Mind in a Sound Body)”는 경구에서 따왔다.
과거 꿈에 카메라를 가져올걸의 리더이자 기타리스트인 이재훈이 운영했으나 현재는 새로운 사장이 운영하고 있다.

## 탄생 배경
운영자인 이재훈은 2009년부터 홍대에서 '꿈에 카메라를 가져올걸'로 활동하고 있었다. 이후 두 장의 앨범을 발매하며 각 팀 구성원들 내에서 본업과 음악활동 간의 갈등을 겪으며, 이재훈은 "다른 지역으로의 확산과 공유"를 생각하게 된다. 여기에는 홍대라는 장소가 음악과 관련된 활동이 집약되다보니, 자유로움이라기보다는 기존의 질서가 강화되는 것을 느낀 이유도 있다고 한다.
서울대학교 지구과학교육과 출신이었던 그는 자신이 오래 있어 친숙하고 연대 가능한 친구들이 있는 장소를 찾게 되는데 그곳이 낙성대였다.

그가 추구하는 지역사회 음악인과 학교 동문들 사이의 교류는 펍 내 공연 방식 중 하나인 오픈마이크형식의 '오픈마인드(Open Mind)'를 통해 시도되고 있다.

## 공연 방식
사운드마인드에서의 공연은 크게 대관, 기획, 오픈마이크 로 분류된다.
| 이름       | 설명 |
| ---------- | --- |
| 대관       | 사운드마인드에서 지정한 날짜에 대관신청을 하여, 클럽을 대관해 공연하는 방식이다. |
| 기획       | 사운드마인드 자체적으로, 혹은 외부 기획과 맞물려 특정 뮤지션을 클럽에 초청해 하는 공연으로 대부분 입장료가 있다. |
| 오픈마이크 | 타 클럽의 그것과 다르게 큐레이팅을 전제로 한다. 한 달에 한 번, 지정한 날짜에 맞춰 신청을 하면, 클럽 자체적으로 공연 팀을 선정해 오픈마이크라인업을 만든다. 공연 팀의 공연비는 무료이고, 관람객은 공연이 끝날 때 자율적으로 관람료를 지불하는 방식이다. |

## 공연 내역
사운드마인드에서는 다음과 같은 공연들이 이루어졌다.
- 2015년 6월 27일 : <신세계>, 눈뜨고 코베인, 크랜필드 (오프닝 : 나상현씨 밴드)
- 2015년 6월 14일 : <세월이 가면>, 사이 (음악인), 노모어쿠키, 대현, 조씨, 하찌와 TJ
- 2015년 6월 6일 : <텅 빔으로의 질주 Running On Empty>, 쩜오구, HEO, Rainbow99, Floating Island
- 2015년 5월 23일 : <제 2회SOUNDMIND & COZIP [GREEN]>, 타카피, 슈가도넛
- 2015년 5월 9일 : <제 2회SOUNDMIND & COZIP [YELLOW]>, 넘버원코리안, 무드살롱
- 2015년 4월 25일 : <제 2회 SOUNDMIND & COZIP [BLUE]>, 크랜필드, 코가손
- 2015년 4월 11일 : <제 2회 SOUNDMIND & COZIP [PURPLE]>, 해리빅버튼, 단편선과 선원들
- 2015년 4월 4일 : <제 2회 SOUNDMIND & COZIP [RED]>, 슈퍼키드, 전기뱀장어
- 2015년 3월 7일 : <Mellon Collie and Infinite Sadness>, 영신호, SILICA GEL, 김오키 사랑의 햏자, Hellivision
- 2015년 2월 14일 : <Taste Of Love & Music 음악의 맛, 사랑의 맛>, 김사월X김해원, 김목인
- 2015년 1월 24일 : <Target in a mist>, 포브라더스, 루스터스. 소리박물관, ECE
- 2015년 1월 10일 : <NEW EARS WAVE>, Say Sue Me, 에고펑션에러, Big Baby Driver Trio
- 2014년 11월 8일 : <1st Soundmind>, 김사월X김해원, 강태구, 해일